# Pjotr Wassiljewitsch Oreschin

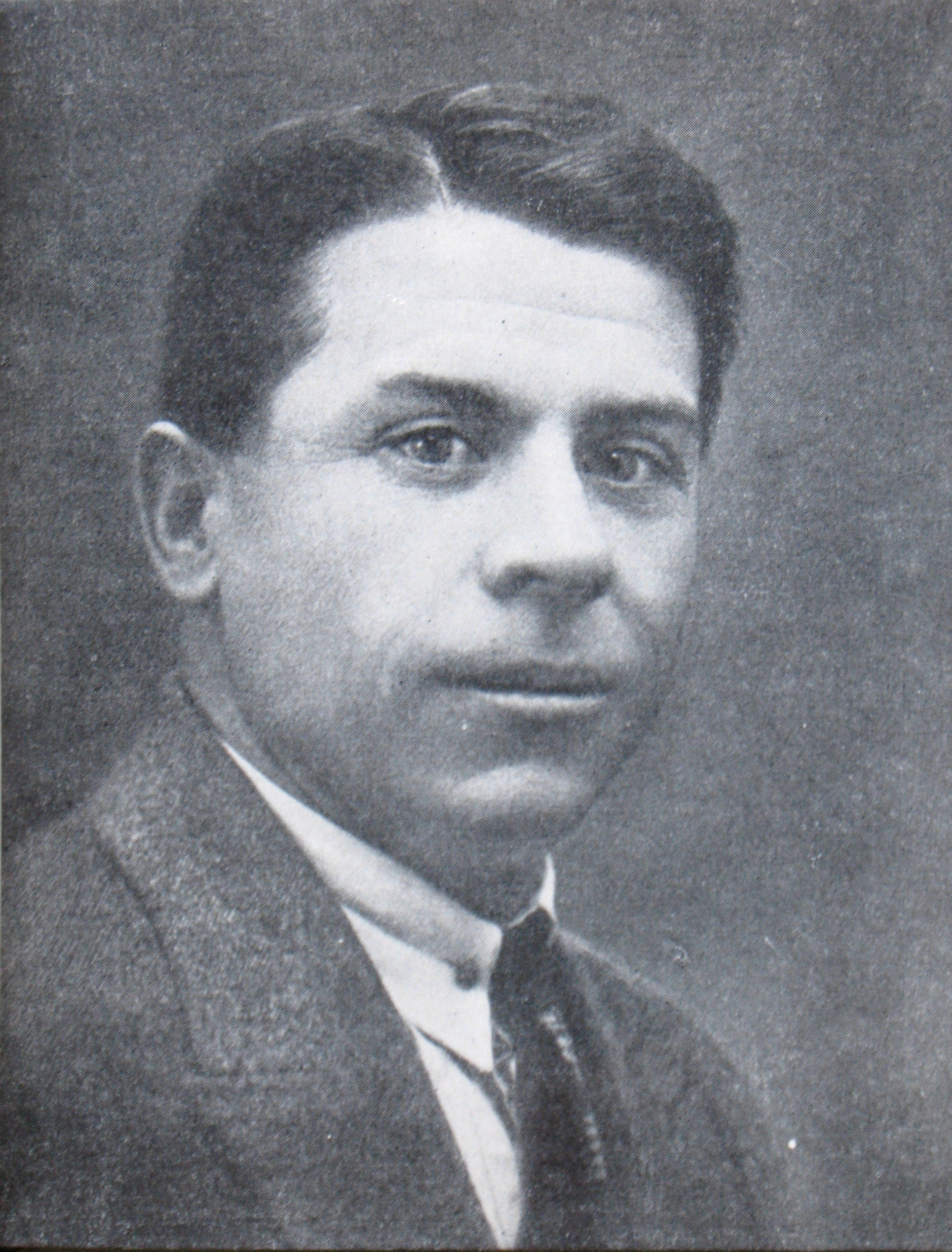
Pjotr Wassiljewitsch Oreschin (zwischen 1923 und 1927)

Pjotr Wassiljewitsch Oreschin (russisch Пётр Васильевич Орешин; * 16. Julijul. / 28. Juli 1887greg. in Atkarsk; † 15. März 1938) war ein russischer Dichter.
Oreschin galt als einer der einflussreichsten Poeten aus der Bauernschaft. Er begann 1911 Gedichte zu veröffentlichen und publizierte mehr als 50 Bücher. Diese waren meist dem Leben der Bauern gewidmet. 1938 fiel er den Stalinschen Säuberungen zum Opfer. 1956 wurde er rehabilitiert.

## Einzelnachweis
1. ↑  Oreschin, Pjotr Wassiljewitsch (1887). In: Liste der Opfer politischer Repression 1917–1991. (russisch).

| Personendaten    | Personendaten                  |
| ---------------- | ------------------------------ |
| NAME             | Oreschin, Pjotr Wassiljewitsch |
| ALTERNATIVNAMEN  | Орешин, Пётр Васильевич        |
| KURZBESCHREIBUNG | russischer Dichter             |
| GEBURTSDATUM     | 28. Juli 1887                  |
| GEBURTSORT       | Atkarsk                        |
| STERBEDATUM      | 15. März 1938                  |